# Paralamyctes monteithi
Paralamyctes monteithi är en mångfotingart som beskrevs av Edgecombe 200. Paralamyctes monteithi ingår i släktet Paralamyctes och familjen fåögonkrypare. Inga underarter finns listade i Catalogue of Life.